# Златна хималайска малина
Златната хималайска малина (Rubus ellipticus) известна още като жълта хималайска малина, е азиатски вид трънлив плододаващ храст от семейство рози. По произход е в Китай, Непал, Индийския субконтинент, Индокитай и Филипините.

## Описание
Златната хималайска малина е голям храст с крехки стъбла, който може да нарасне до 4,5 метра. Листата му са трилистни, елипсовидни или овални и назъбени с дълги четинки. Листата му могат да нараснат до 5 до 10 сантиметра. Цветовете му са къси, бели и имат пет венчелистчета и растат на гроздове. В Хималаите цъфти между месеците февруари и април. Плодовете му са сладки, отделящи се и много търсени от птици и слонове.
Хималайската малина може да поддържа големи популации на дрозофила или плодови мухи от гниещите си плодове, а плодовете ѝ също се консумират от слонове.

## Местообитание и разпространение
Произходът на златната хималайска малина е районът на умерените Хималаи и е родом от Индия, Пакистан, Непал и Китай. Храстът се разпространява чрез култивиране. Често се среща в боровите гори на региона.
Златната хималайска малина се среща във влажни гори и се е приспособила, за да може да живее както в пълна сянка, така и при пълно излагане на слънце. Може да расте на открити полета или в балдахини от влажни гори.
Както при другите видове Rubus, семената на малината лесно се разпространяват от птиците. Може да се размножава и асексуално, чрез резници.

### Инвазия
Златната хималайска малина е включен в базата данни на специализираната група на IUCN Invasive Species Group като инвазивен вид, един от 100-те най-лоши инвазивни видове в света. За първи път е въведен през 1961 г. на Хаваите като годни за консумация плодове и като декоративно растение.
Златната хималайска малина представлява заплаха за местните общности, тъй като образува гъсти, непроницаеми гъсталаци и се конкурира с местната хавайска малина. Изоставените ферми и земите, нарушени от популации на диви свине, също са податливи на инвазия. Способността ѝ да расте високо, поради силните си стъбла, също представлява заплаха поради способността ѝ да се утвърди в рамките на дървесния балдахин. Златната хималайска малина също представлява заплаха за местната флора, защото може да изпревари други растения. По-конкретно, тя има по-високи фотосинтетични скорости, по-високи нива на азотна фиксация и следователно по-висока ефективност на използване на фотосинтетичен азот (или PNUE).
Понастоящем жълтата хималайска малина е инвазивна само на Хаваите. Счита се за вреден плевел от Националната паркова служба и Хавайския департамент по земеделие.

### Стратегии за контрол
Поради ограничения си обхват златната хималайска малина се е задържала в няколко локации на Хаваите. Всички нови популации трябва да бъдат елиминирани възможно най-бързо. Контролните практики в хавайския Националния парк Вулкани показва, че просто идентифицирането и премахването на храста може да помогне драстично да се намали инвазивното му въздействие.
За да се елиминира изцяло златния хималайски малинов храст, неговите коренови системи трябва да бъдат извадени. Огънят може да се приложи към корените, ако храстът е бил отстранен с физически средства. Хербицид, като Roundup, обикновен пестицид, също може да се използва.

## Приложения
Плодовете на златната хималайска малина са сладки на вкус, въпреки че не се добиват често за домашна употреба. Непалските фермери са имали ограничен успех в събирането и ферментирането на плодовете aiselu, за да получат плодово вино. Плодът загива бързо след откъсване от трънливия храст.
Кората от това растение се използва по медицински причини в тибетските села, главно като бъбречен тоник и антидиуретик. Соковете му могат да се използват и за лечение на кашлица, треска, колики и болки в гърлото. В Sikkim корените му се използват за лечение на стомашни болки и главоболие, а плодовете му се използват за лечение на лошо храносмилане. Златната хималайска малина също е изследвана за потенциални антиоксиданти в нейните плодове.
Растението може да се използва и за получаване на синкаво-лилаво багрило.

## Галерия
- Шубрак
- Корен
- Млад филиз
- Стебло
- Цветове
- Rubus ellipticus Sm.
- Плодове